# ドミトリー・ナボコフ
ドミトリー・ウラジーミロヴィチ・ナボコフ（ロシア語: Дми́трий Влади́мирович Набо́ков、Dmitri Vladimirovich Nabokov、1934年5月10日 – 2012年2月23日）は、アメリカ合衆国のオペラ歌手、翻訳者。

## 幼少期と教育
1934年、ベルリンでロシアの作家のウラジーミル・ナボコフとヴェラ・ナボコフの間に一人っ子として産まれた。ナチス政権下で抑圧が強まると、母がユダヤ人であったことから弾圧されることを恐れ、1937年にフランス・パリに一家は転居した。一家は1940年にフランスからアメリカ・ニューヨークに移住し、彼は後に帰化した。父のウラジーミル・ナボコフがコーネル大学で教職に就いたため、ニューヨーク州イサカに居住した。
1951年、ハーバード・カレッジ(Harvard College)に入学し、歴史と文学を専攻した。ハーバード・ロー・スクールの入学試験に通ったものの、召命を求めていたため入学しなかった。1955年に優秀な成績で大学を卒業し、その後ロンジー音楽院(Longy School of Music of Bard College)で2年間声楽を学んだ。音域はバス (声域)。その後、アメリカ陸軍で軍事ロシア語の教師、また牧師のアシスタントとして働いた。

## 経歴

### 翻訳
ドミトリーは小説、物語、戯曲、詩、講義、手紙など、いくつもの種類の父親の作品を様々な言語に翻訳した。
初の父の作品の翻訳は1959年に父親の監督のもとで行われた斬首への招待のロシア語から英語への翻訳である。また、ドミトリーは1986年から、それまで知られていなかった父親の小説を遺稿として翻訳し、出版した。1939年にロシア語で書かれた「魅惑者」は、父から「死んだクズ」とみなされ、破棄されていたが、これもドミトリーが出版していた。また、ドミトリーはこの「魅惑者」と同じく父親ナボコフの著書「ロリータ」の関係性から、父が「魅惑者」を「プレ『ロリータ』」と呼んでいるのに対しては否定的な立場をとっている。
2009年には父の最後の作品であり、そして内容が途中で終了しているローラの原稿を出版したが、一部から非難のコメントも浴びせられている。
ドミトリーは父の作品のみを翻訳しているわけではなく、父と共同でミハイル・レールモントフの「現代の英雄」の翻訳を担当したりもしている。

### 翻訳以外
1961年にドミトリーはレッジョ・エミリア国際オペラコンクールのバス部門で優勝し、「ラ・ボエーム」のコッリーネ役を歌ってオペラデビューを果たした(ルチアーノ・パヴァロッティは同じくラ・ボエームのテノールの役割のロドルフォ役で登場。またパヴァロッティも同じく1961年の公演が初舞台である。)。
またリセウ大劇場でソプラノのモンセラ・カバリェとテノールのジャコモ・アラガルとの公演も行った。
1968年、ドミトリーはチェーザレ・カネヴァリ監督の映画『Una jena in cassaforte (A Hyena in a Safe)』に出演している。この映画はヴァレーゼのヴィラ・トープリッツで撮影された。出演者にはマリア・ルイサ・ガイスベルガー、ベン・サルバドール、アレックス・モリソン、カリーナ・カー、クリスティーナ・ガイオーニ、オットー・ティナールらがいた。
1980年にスイスで、セミプロのレーシングドライバーでもあったドミトリーは、競技用モデルのフェラーリ・308GBTを運転中、チェクスブールチェクスブール近くの高速道路でクラッシュした。全身の40%にⅢ度熱傷を負い、首を骨折した。ドミトリーは当時の自分について一時的に死んだと話している。事故で受けた傷は、彼のオペラ歌手としてのキャリアを事実上終わらせる結果となる。
1999年、ウラジーミル・ナボコフ生誕100周年を記念して、ナボコフと文芸・社会評論家のエドマンド・ウィルソンが交わした個人的な手紙を基にしたウィリアム・バックリー・ジュニアの朗読劇「Dear Bunny, Dear Volodya」にドミトリーは父親(ナボコフ)役で出演した。この劇はニューヨーク、パリ、マインツ、イサカで上演された。
またドミトリーはペンネームで著書を発表した。

### その後の生と死
ドミトリーは生涯独身を貫き、子供もいなかった。
晩年はフロリダ州パームビーチとスイスのモントルーに住んでいた。
2012年、スイスのヴヴェイで死去。